# Métaphore de la guerre
 (novembre 2022).

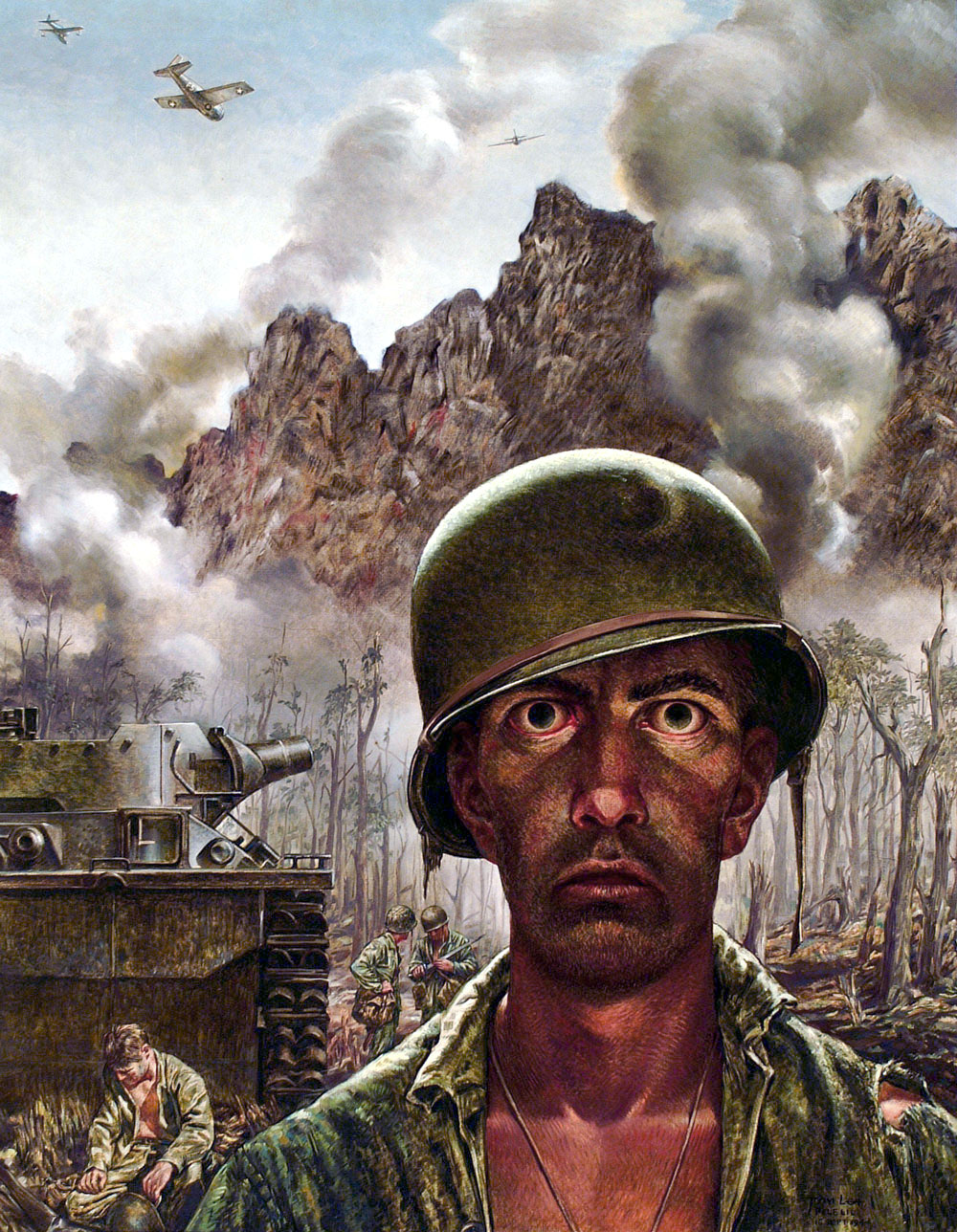
"En débattant de politique sociale à travers le langage de la guerre, nous oublions souvent la réalité morale de la guerre." - James Childress. Une illustration de 1944 par Thomas C. Lea III de la Seconde Guerre mondiale : " The 2000 Yard Stare ".

L'utilisation de la guerre comme métaphore est un trope littéraire et rhétorique de longue date. Dans l'usage politique, les métaphores de guerre sont utilisées pour gérer un problème sociétal, le concept prenant la place d'un individu ou d'un État ennemi d'une vraie guerre.
Le philosophe James Childress décrit l'utilisation de la guerre comme une métaphore comme un dilemme : «En débattant de la politique sociale à travers le langage de la guerre, nous oublions souvent la réalité morale de la guerre».  Un problème fondamental est qu'il est souvent difficile de savoir quand la «guerre» est terminée.
La Révolution culturelle en Chine de 1966 à 1976, initialement lancée comme une «guerre contre le révisionnisme», est un exemple de guerre métaphorique contre les «-ismes».

## Exemples
Exemples de métaphores de la guerre utilisées en rhétorique souvent sous la forme "Guerre de..." ou "Guerre contre..." :
- La « guerre douanière », également appelée «guerre à péage» ou «guerre tarifaire», un type de conflit économique entre deux ou plusieurs États.
- « Guerre commerciale »
- « Guerre contre le crime », années 1930, J. Edgar Hoover
- « Guerre froide » (1947-1991), une période d'hostilité entre les deux superpuissances dominantes de l'époque, les États-Unis et l'Union soviétique. La guerre froide en elle-même n'a jamais été une guerre, mais plusieurs guerres par procuration ont été menées par les deux parties au cours de la période.
- La Révolution culturelle (1966−1976) en Chine a été lancée comme une «guerre contre le révisionnisme»[1] maréchal Lin Biao est reconnu pour avoir inspiré des métaphores de guerre lorsqu'il a déclaré en 1965, au début du mouvement, «Le champ de bataille du La révolution culturelle ne peut pas appeler un cessez-le-feu. C'est une guerre sans cette option ».
- L'utilisation de la «guerre» comme une métaphore par Jimmy Carter lors de la crise énergétique de 1974 décrit dans Metaphors We Live By de George Lakoff et Mark Johnson décrivent
- « Guerre contre la pauvreté », nom non officiel de la législation introduite pour la première fois par le président des États-Unis Lyndon B. Johnson lors de son discours sur l'état de l'Union le 8 janvier 1964.
- « Guerre du cancer », effort combiné pour réduire la mortalité du cancer grâce à une prévention, une détection et un traitement améliorés
- « War on Drugs », terme américain faisant référence aux efforts visant à réduire le commerce des drogues illicites
- « Guerre des Gangs », mouvement national aux États-Unis pour réduire la violence des gangs et leur implication dans le commerce de drogue
- « Guerre de la culture » (1991, années 2000), divers conflits et tendances démographiques dans l'histoire des États-Unis
- « Guerre des idées » (1993), l'analyste de l'Heritage Foundation, James A. Phillips, a utilisé le terme «guerre des idées» pour décrire le rôle central joué par le National Endowment for Democracy (NED) dans la bataille idéologique pour la protection de la démocratie.
- « Guerre contre le terrorisme » ou « guerre contre la terreur » (2001−2013) inventé en 2001 par le président américain George W. Bush après les attaques terroristes du 11 septembre 2001 pour mobiliser une campagne militaire internationale. En 2013, le président Barack Obama a annoncé que les États-Unis ne poursuivaient plus une guerre contre le terrorisme, car l'accent militaire devrait être mis sur des ennemis spécifiques plutôt que sur une tactique.
- « Guerre des graffiti », initiative municipale décrite par le maire de Toronto Rob Ford
- "War on Want" est une organisation caritative anti-pauvreté basée à Londres
- War on I-4, surnom de la rivalité entre Tampa Bay Storm et les Orlando Predators dans l' Arena Football League
- Guerre contre les émeus, campagne de régulation de la population nuisible d'émeus en Australie en 1932

Certaines «guerres» ne sont pas explicitées, et sont plutôt une attaque rhétorique utilisée par les adversaires :
- « Guerre contre l'islam », un terme inventé dans les années 1990 et popularisé après 2001 pour décrire une campagne perçue visant à nuire, affaiblir ou anéantir le système sociétal de l'islam, en utilisant des moyens militaires, économiques, sociaux et moyens culturels.
- « Guerres de Noël », terme aux États-Unis pour décrire la controverse perpétuelle qui se déroule autour de Noël
- « Guerre des femmes », expression utilisée dans la politique américaine pour décrire certaines politiques du Parti républicain comme un effort à grande échelle visant à restreindre les droits féministes
- "Guerre de la démocratie" du titre The War on Democracy, un documentaire de 2007 réalisé par Christopher Martin et John Pilger
- "Guerre du secret" du titre WikiLeaks: Inside Julian Assange's War on Secrecy, un livre de 2011 de David Leigh et Luke Harding racontant l'histoire de Julian Assange, WikiLeaks et la fuite de Chelsea Manning
- « Guerre contre le charbon », une expression utilisée par l'industrie charbonnière et ses partisans pour décrire ce qu'ils prétendent être un effort de l'administration Obama pour imposer des réglementations strictes sur l'énergie du charbon aux États-Unis
- « War on Cops », une expression utilisée par Bill Johnson, directeur exécutif de l'Association nationale des organisations policières. Aussi appelé "Guerre contre la police". Une rhétorique similaire a été utilisée par Donald Trump, Ted Cruz et Scott Walker[2].
- « Guerre de la Science », utilisé diversement pour décrire la critique du postmodernisme académique de la réalité objective[3] ou de l'opposition politique aux conclusions de la science[4].
- Lors de la pandémie COVID-19, le président de la France, Emmanuel Macron, a répété à plusieurs reprises : « Nous sommes en guerre »[5]. Le premier ministre de Grèce, Kyriakos Mitsotakis, a également utilisé la métaphore[6]. Le commissaire européen à l'industrie, Thierry Breton, a déclaré : « Nous sommes en guerre contre le virus. Une guerre économique. »[7] Le président américain Donald Trump a déclaré : « Je suis président de guerre. C'est une guerre - un genre de guerre différent de celui que nous ayons jamais eu. »[8] Le Premier ministre britannique Boris Johnson a déclaré : « Nous devons agir comme tout gouvernement de guerre et faire tout ce qu'il faut pour protéger notre économie. »[9] Simon Jenkins commente : « Jamais, au grand jamais, un gouvernement ne devrait utiliser la guerre comme une métaphore en temps de paix »[10].

## Voir également
- Inter arma enim silent leges ("En temps de guerre, la loi se tait")
- État d'urgence